# Thomas Johansson
Thomas Johhanson (Linköping, 24. ožujka 1975.), švedski tenisač.
Najveći uspjeh mu je osvajanje Australian Opena 2002. godine. Također, osvojio je srebrnu medalju na Olimpijskim igrama u Pekingu u paru sa Simonom Aspelinom, te turnira iz Masters serije u Montrealu 1999. godine.

## Vanjske poveznice
- Profil Thomasa Johanssona